# Njemačka radnička stranka
Njemačka radnička stranka (njemački Deutsche Arbeiterpartei) ili DAP bila je politička je stranka koja je osnovana u Münchenu 1919. Prvi predsjednik joj je bio Anton Drexler. Cilj joj je bio poboljšanje života radnika. Kasnije se Adolf Hitler pridružuje stranci i nakon što je postao novi Führer, mjenja joj ime u Nacionalsocijalistička njemačka radnička stranka (Nationalsozialistische Deutsche Arbeiterpartei) ili NSDAP.